# بعثة إيواكورا
كانت بعثة إيواكورا (باليابانية: 岩倉使節団) رحلة دبلوماسية يابانية إلى الولايات المتحدة وأوروبا جرت بين عامي 1871 و1873 من قِبل رجال دولة رائدين وطلاب باحثين من فترة مييجي. رغم أنها لم تكن البعثة الوحيدة من هذا النوع، إلا أنها كانت الأشهر وربما الأهم من ناحية تأثيرها على حداثة اليابان بعد مدة طويلة من العزلة عن الغرب. اقتُرحت البعثة لأول مرة من قِبل المُبشر والمهندس الهولندي ذو النفوذ غيدو فيربيك، بناءً على نموذج يشابه إلى حد ما بعثة بيتر الأول الكبيرة.
كان هدف البعثة ذو ثلاث جوانب؛ كسب الاعتراف الدبلوماسي[بحاجة لتوضيح] للسلالة الإمبراطورية المُنصّبة حديثًا على يد الإمبراطور مييجي؛ والبدء بعملية إعادة التفاوض التمهيدية على المعاهدات غير المتكافئة مع القوى العالمية المهيمنة؛ وإجراء دراسة شاملة للأنظمة والبنى العصرية الصناعية والسياسية والعسكرية والتعليمية في الولايات المتحدة وأوروبا.
تلت بعثة إيواكورا عدة بعثات مشابهة سابقة أرسلتها حكومة الشوغون، كالبعثة اليابانية إلى الولايات المتحدة عام 1860، والبعثة اليابانية الأولى إلى أوروبا عام 1862، والبعثة اليابانية الثانية إلى أوروبا عام 1863.

## المشاركون
سُميت المنحة على اسم إيواكورا تومومي وكانت برئاسته أيضًا بمهمة السفير المفوض فوق العادة، وبمساعدة أربعة نواب سفراء، كان ثلاثة منهم (أوكوبو توشيميتشي وكيدو تاكايوشي وإيتو هيروبومي) وزراءً أيضًا في الحكومة اليابانية. كان المؤرخ كومي كونيتاكي، باعتباره السكرتير الخاص لإيواكورا تومومي، كاتب اليوميات الرسمي  للرحلة. قدمت سجلات البعثة، التي نُشرت عام 1878 في خمسة مجلدات تحت عنوان توكومي زينكن تايشي بي-أو كايران جيكي، تفاسيرًا وآراءً مفصلة للملاحظات اليابانية حول الولايات المتحدة وحركة التحول الصناعية السريعة لغرب أوروبا.
تضمنت البعثة أيضًا عددًا من الإداريين والطلاب الباحثين، بلغ مجموعهم 48 شخصًا. إضافة إلى موظفي البعثة، انضم أيضًا نحو 53 طالب ومرافق إلى الرحلة الخارجية من يوكوهاما. تُرك عدة طلاب في البلدان الأجنبية لإكمال تعليمهم، من بينهم خمس شابات بقين في الولايات المتحدة للدراسة، منهم تسودا أوميكو التي كانت في سن السادسة وقتها، وبعد عودتها إلى اليابان، أسست جوشي إيغاكو جوكو (التي تُعرف اليوم باسم جامعة تسودا) عام 1900، وناغاي شيغِكو، أصبحت لاحقًا البارونة أوريو شيغِكو، بالإضافة إلى ياماكاوا سوتيماتسو، والتي أصبحت لاحقًا الأميرة أوياما سوتيماتسو.
- بقيَ كانيكو كينتارو في الولايات المتحدة، أيضًا، كطالبٍ للدراسة. في عام 1890 قُدم إلى ثيودور روزفلت. أصبحا صديقين وأسفرت علاقتهما لاحقًا عن وساطة روزفلت في نهاية الحرب الروسية اليابانية وعن معاهدة بورتسموث.[3]
- كتب ماكينو نوبواكي، عضو من طلاب البعثة، في مذكراته: «بالإضافة إلى إزالة نظام الهان، فإنه يجب الإشارة إلى بعثة إيواكورا الموفدة إلى أميركا وأوروبا على أنها من أهم الأحداث التي وضعت أساس دولتنا بعد الاستعراش».
- بقي ناكاي تشومين، الذي كان عضوًا من موظفي البعثة وفي وزارة العدل، في فرنسا لدراسة النظام القانوني الفرنسي مع الجمهورياني الراديكالي إميل أكولا. أصبح لاحقًا صحفيًا ومفكرًا ومترجمًا وعرف اليابان على مفكرين فرنسيين مثل جان جاك روسو.

## الأهداف والنتائج
كان من بين الأهداف الأولية للبعثة، هدف إعادة النظر في المعاهدات غير المتكافئة الذي لم يتحقق، وبالتالي أطال مدة البعثة بنحو أربعة أشهر، لكنه أكد أيضًا على أهمية الهدف الثاني بالنسبة لأعضائها. أدت محاولات التفاوض على معاهدات جديدة تحت شروط أفضل مع الحكومات الأجنبية، إلى انتقاد البعثة وذلك بأن أعضائها كانوا يحاولون تجاوز التفويض الذي حددته الحكومة اليابانية. كان أعضاء البعثة رغم ذلك معجبين للغاية بالحداثة الصناعية الظاهرة في أميركا وأوروبا وأكسبتهم التجربة التي خاضوها أثناء الرحلة دافعًا قويًا لقيادة مبادرات حداثة مشابهة عند عودتهم.